# Tony Carreira
Tony Carreira (Armadouro, Pampilhosa da Serra, Portugal; 30 de diciembre de 1963) es el nombre artístico de António Manuel Mateus Antunes. Es un cantante y compositor portugués de música pop. Se trasladó a París a los diez años con sus padres emigrantes. Tony Carreira es el padre de los cantantes pop David Carreira, Mickael Carreira y la fallecida Sara Carreira.
Es uno de los cantantes más reconocidos y considerado uno de los más importantes de su país.
Tiene más de 50 discos de platino y más de 4 millones de discos vendidos.

## Discografía

### Álbumes de estudio
- 1991 É Verão Portugal (Discossete)
- 1992 Canta Canta Portugal (Discossete)
- 1993 Português De Alma E Coração (Espacial)
- 1994 Adeus Amigo (Espacial)
- 1995 Ai Destino (Espacial)
- 1996 Adeus Até Um Dia (Espacial)
- 1997 Coração Perdido (Espacial)
- 1998 Sonhador, Sonhador (Espacial)
- 1999 Dois Corações Sozinhos (Espacial)
- 2001 Cantor de Sonhos (Espacial)
- 2002 Passionita Lolita (POMME)
- 2004 Vagabundo Por Amor (Espacial)
- 2006 A Vida Que Eu Escolhi (Espacial)
- 2008 O Homem Que Sou (Farol)
- 2010 O Mesmo de Sempre (Farol)
- 2014 Nos fiançailles France/Portugal (Sony Music Smart)
- 2014 Sempre (Farol)
- 2016 Mon fado (Sony Music Smart)
- 2017 " Sempre mais ( sony music smart)
- 2017 " Le Coeur Des Femmes (Sony Music France et Smart)

### Álbumes de compilación
- 2008 Best Of 20 Anos de Canções (Espacial)
- 2010 Reste - Best Of
- 2012 Essencial (Farol)

### Álbumes en vivo
- 2000 Ao Vivo No Olympia (Espacial)
- 2003 15 anos de Canções - Ao Vivo No Pavilhão Atlântico (Espacial)
- 2006 Ao Vivo No Coliseu (Espacial)
- 2013 Tony Carreira 25 Anos (Farol)
- 2018 "  As Canções das nossas vidas -acústico (Sony Music Portugal et Regi-concerto lda)

### Sencillos
| Año  |                                              | Chart pos. |
| Año  | POR                                          |            |
| ---- | -------------------------------------------- | ---------- |
| 2007 | "O Que Vai Ser De Mím (quando Fores Embora)" | 2          |
| 2009 | "Porque E Que Vens?"                         | 2          |
| 2009 | "Se Me Vais Deixar"                          | 10         |
| 2011 | "A Saudade De Ti"                            | 13         |

- Datos: Q458510
- Multimedia: Tony Carreira / Q458510